# Bibliographie sur l'altermondialisation
Le mouvement de l'altermondialisation est sujet à bien des commentaires et analyses. Cet article présente une ébauche de bibliographie divisée en quelques sections principales  : 
- Sociologie de l'altermondialisation, faisant partie de la théorie et de la sociologie des mouvements sociaux.
- Description et analyse de l'altermondialisme, ainsi que de l'altermondialisation, par des protagonistes revendiquant leur appartenance à ce mouvement, qu'ils soient écrivains, économistes, journalistes, syndicalistes, etc.
- Analyse de la mondialisation : ouvrages de référence pour les altermondialistes
- Critique de l'altermondialisme : livres d'économistes, journalistes…opposés au mouvement altermondialiste.

 Dans chaque section, les  livres sont présentés par ordre alphabétique d'auteurs. 
 Par la suite, ces sections pourraient être subdivisées en sous sections : économie, politique, reportage, thématique…

## Sociologie